# Thiên văn học quan sát

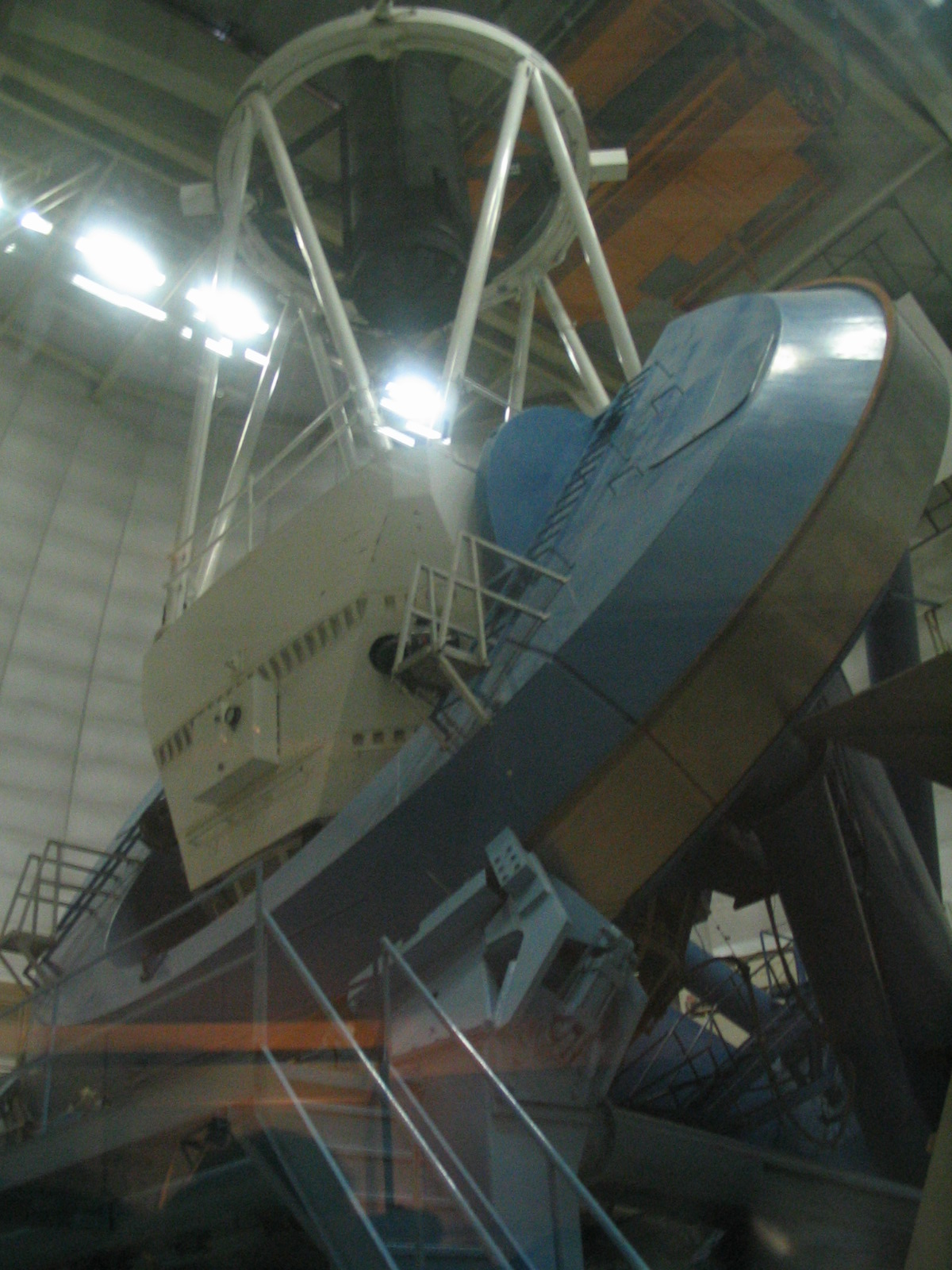
Kính thiên văn Mayall tại Đài quan sát Quốc gia Kitt Peak

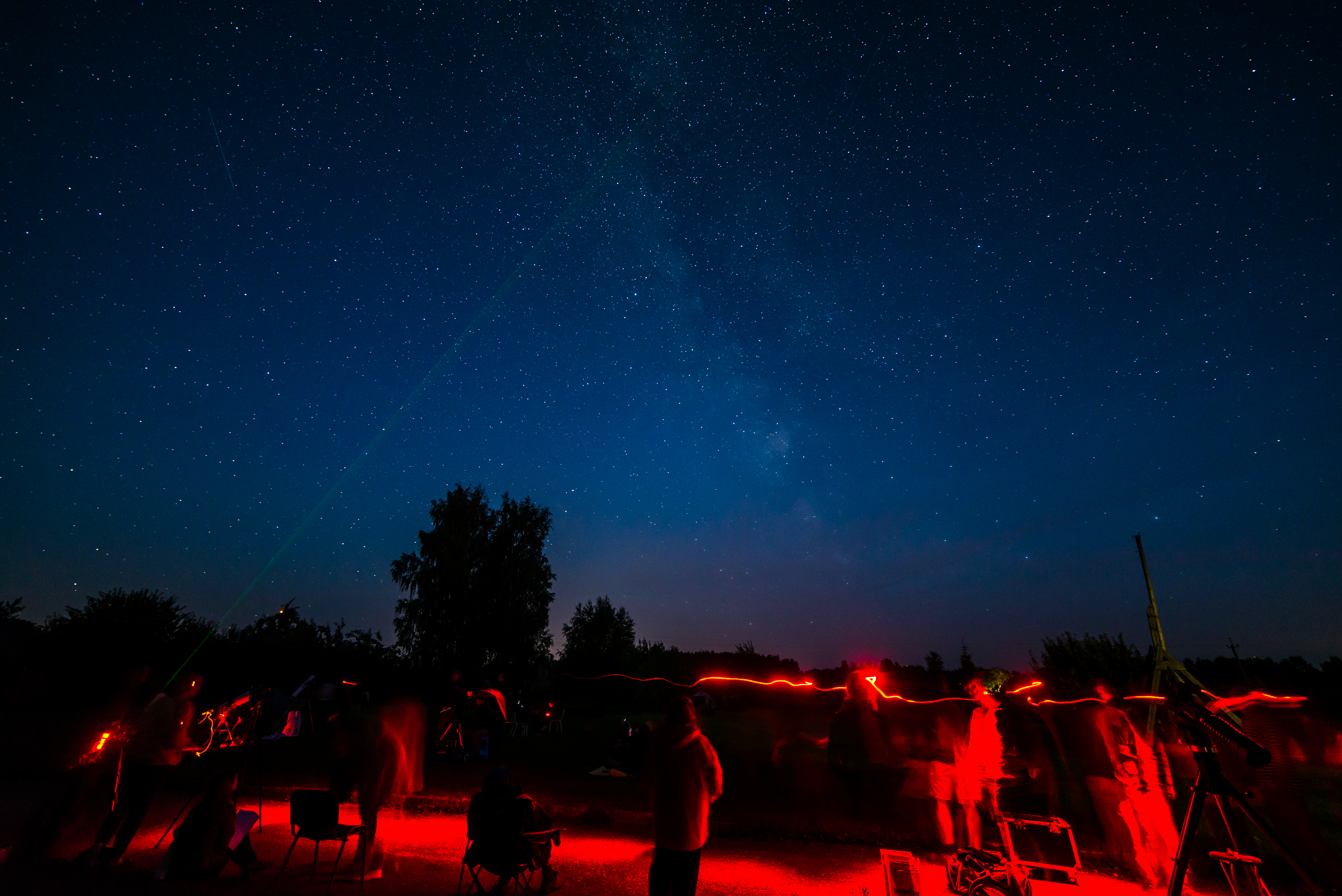
Một hệ thống lắp ráp để quan sát các thiên thạch

Thiên văn học quan sát là một bộ phận của thiên văn học là có liên quan với ghi dữ liệu về vũ trụ, trái ngược với thiên văn học lý thuyết chủ yếu quan tâm đến tính toán có thể đo lường được của các mô hình vật lý. Nó là việc thực hành và nghiên cứu quan sát đối tượng thiên văn bằng kính viễn vọng và các dụng cụ thiên văn khác.
Là một ngành khoa học vũ trụ, nghiên cứu về thiên văn học có phần bị giới hạn do việc thí nghiệm trực tiếp với những đặc tính của vũ trụ ở xa là điều không thể. Tuy nhiên, điều này được đền bù bằng thực tế là nhà thiên văn học có một số lượng lớn hiện tượng có thể nhìn thấy của các sao mà có thể được kiểm tra. Điều này cho phép cho các dữ liệu quan sát được vẽ trên biểu đồ, và các xu hướng chung sẽ được ghi lại. Các ví dụ ở gần của hiện tượng cụ thể như sao biến quang sau đó có thể được sử dụng lại để suy ra những hành vi của các sao khác ở xa hơn. Những ngôi sao ở xa sau đó có thể được sử dụng để đo các hiện tượng khác trong phạm vi gần, chẳng hạn đo khoảng cách đến một thiên hà.
Galileo Galilei đã hướng kính viễn vọng lên bầu trời và ghi lại những gì ông nhìn thấy. Kể từ đó, thiên văn học quan sát đã có những bước tiến chắc chắn với từng cải tiến trong công nghệ kính viễn vọng.